# Sobiranisme
A principis de segle xxi un altre tipus de nacionalisme sorgeix arrel del qüestionament a Europa -sobretot- de les entitats supranacionals com ara la Unió Europea. Es tracta d'un nacionalisme a doble eix que hom anomena "sobiranisme" o "nacionalisme d'Estat". Diferents partits polítics van començar a sorgir -els uns més recents que els altres- una mica per tot Europa amb la intenció de trencar amb la Unió Europea per retornar la sobirania al poble, que els mateixos partits argumenten que la EU els ha tret. És un tipus de nacionalisme que pot estar del costat dret com esquerra i que comparteix radicalitat. És el cas del Front Nacional a França (pel que fa a la dreta) o Podem a Espanya (pel que fa l'esquerra). D'aquest nacionalisme (ex.: Podem) se l'acostuma a anomenar "moviment sobiranista". En contraposició està el nacionalisme d'Estat, és a dir, el segon eix. Els partits tradicionals contraposen aquest moviment sobiranista reivindicant-se com a "no nacionalista", "moderats" i de "centre". Es tracta del PP (pel que fa a la dreta) o el PSOE (pel que fa a l'esquerra) a Espanya. Tanmateix, sigui per les polítiques, sigui per l'actitud en mantenir l'statu quo o encara en el negacionisme vers els opositors o el reconeixement d'altres nacions fa evident que es tracta d'un nacionalisme del mateix estil que el sobiranista. En aquest sentit valdria utilitzar dues expressions. El primer traduiria "una nació i després l'estat" (el sobiranista), mentre que el segon es tradueix en l'"estat i després la nació" (nacionalisme d'Estat). És a dir, el primer vindria de baix, el segon de dalt. Els dos comparteixen radicalitat (declarada o no), la defensa de la sobirania (estatal o popular) i que imposarien (per baix o per dalt).

## França
A França el sobiranisme o nacionalisme d'Estat sembla tenir dues formes. La primera vindria a estar representada pel partit xenòfob Front National liderat per Marine Le Pen que reivindica un retorn a la identitat francesa com a element de purificació, però també a la sobirania nacional. Així tractaria d'expulsar els immigrants, tindria components clarament islamofòbics, homòfobs i pretendria treure França de la Unió Europea. La segona corrent la presenta l'Estat mateix (els partits que s'ha repartit el poder). En reacció utilitzen un nacionalisme d'Estat, sigui per mantenir l'statu quo, sigui per mantenir els projectes d'àmbit nacionals. Així la versió oficialista i, per tant, divulgada en universitats seria el retorn a un nacionalisme xenòfob del qual l'estat es desmarca, però amb el qual juga i s'hi involucra especulant sobre aliances amb el nacionalisme lepenista (especialment en eleccions). Com a tal l'Estat barreja expressament nacionalisme (d'alliberament) bretó o còrsega amb nacionalisme xenòfob lepenista per, d'una banda garantir les seves ambicions territorials (o nacionals; és a dir, negar-li la identitat als bretons) i mantenir-se en el poder (és a dir, preservar l'statu quo). Això comporta una actitud clarament nacionalista no declarada (no es defineixen així però ho són). Així el nacionalisme bretó és titllat de regionalisme, mentre que el quebequès de nacionalisme. En aquesta mateixa línia negacionista, la independència d'Escòcia és titllada d'egoisme, encara que la realitat reflecteixi que Escòcia no és el territori més ric del Regne Unit. Un discurs que comparteixen els dos eixos. Per acabar, mentre l'un reivindica la sobirania popular, l'altre reivindica l'estatal i, mentre l'un reivindica el retorn a un nacionalisme clarament xenòfob, l'altre s'hi nega obertament tot jugant-hi amb ambigüitat. També, mentre l'un no vol la federació europea (la UE), l'altre la vol però hi matisa. Per aquest darrer punt es pot evocar el cas d'un altre país, Alemanya, que sembla utilitzar la UE a beneficis nacionals seus. Actitud que França ha usat històricament amb la UE.